# Inna Churikova
Inna Mijáilovna Chúrikova (en ruso: Инна Михайловна Чурикова; Belebéi, Unión Soviética, 5 de octubre de 1943-Moscú, Rusia, 14 de enero de 2023) fue una actriz de cine y teatro rusa.

## Biografía
Nació en Belebéi, en la RASS de Baskiria, RSFS de Rusia, Unión Soviética. A principios de la década de 1950, se mudó con su madre a Moscú. Desde muy joven estaba empeñada en convertirse en actriz: como colegiala, estudió en el estudio de teatro adjunto al Teatro Stanislavski y luego, después de algunos fracasos, ingresó a la Escuela de Drama Schepkin. Debutó en el cine cuando era estudiante de primer año, en papeles menores. Saltó a la fama gracias a las películas V ogné broda net (Sin camino a través del fuego) (1968), y en especial a la triunfal Nachalo (El debut) (1970) del entonces debutante director de cine y su futuro marido Gleb Panfílov.
Sus otros trabajos más notables fueron en las películas: Tot samyy Myunjgauzen (1979) escrita por Grigori Gorin y dirigida por Mark Zajárov, Voenno-polevoy román (1983) de Piotr Todorovski, Rebró Adama (1990) de Vyacheslav Krishtofóvich, God sobaki (1993) de Semión Aranóvich, Plasch Kazanovy (1993) de Aleksandr Galin, Kúrochka Ryaba (1994) de Andréi Konchalovski, y Shirli-Myrli (1995) de Vladímir Menshov.
Por su papel en Wartime Romance (Romance en tiempos de guerra), ganó el Oso de Plata a la Mejor Actriz en el 34º Festival Internacional de Cine de Berlín, y ganó el Premios Nika en 1991, en la categoría de Mejor Actriz, por su papel en Rebró Adama (La costilla de Adán).
También fue actriz de teatro de renombre, que trabajó principalmente en el teatro Lenkom con el director Mark Zajárov.
Junto con su marido y su hijo, fue coguionista del largometraje histórico Los Romanov: una familia imperial (2000), en el que, en lugar de aparecer en pantalla, dobla a la actriz inglesa Lynda Bellingham interpretando a la zarina Alejandra Fiódorovna Románova.
Churikova murió en Moscú el 14 de enero de 2023, a la edad de 79 años.

## Filmografía
- Nubes sobre Borsk (Тучи над Борском) (1963) como Raika, compañera de clase de Olya
- Deambulando por Moscú (Я шагаю по Москве) (1963) como niña participando en el concurso lúdico
- Jack Frost (Морозко) (1964) como Marfúshka
- ¿Dónde estás ahora, Máximo? (Где ты теперь, Максим?) (1964) como Angélica
- Cook (Стряпуха) (1965) como Barbara
- Treinta y tres (Тридцать три) (1965) como Roza Lyubáshkina
- Enfermera jefe (Старшая сестра) (1966) como Nelly
- The Elusive Avengers (Неуловимые мстители) (1966) como la rubia Josy

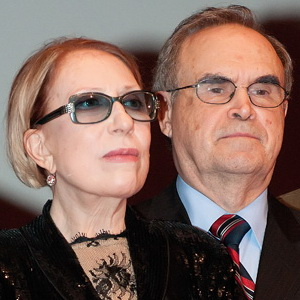
Inna Chúrikova y Gleb Panfílov, mayo 2011.

- Sin camino a través del fuego (В огне брода нет) (1967) como Tanya Tiótkina
- El comienzo (Начало) (1970) como Pasha Stróganova/ Juana de Arco
- Pido la palabra (Прошу слова) (1967) como Elizabeth A. Uvárovа, presidenta del Ayuntamiento
- El mismo Munchhausen (Тот самый Мюнхгаузен) (1979) como Jakobina von Munchhausen
- Tema (Тема) (1979) como Sasha Nikoláieva, guía del museo
- Valentina (Валентина) (1981) como Anna V. Joróshij, camarera
- Romance en tiempos de guerra(Военно-полевой роман) (1983) como Vera
- Vassa (Васса) (1983) como Vassa Zheleznova
- Almas muertas (Мертвые души) (1984) como Lady, agradable en todos los aspectos
- Courier (Курьер) (1987) como Lydia Alekséievna, la madre de Iván
- Madre (Мать) (1990) como Pelagea Nílovna Vlásova, la madre de Pável
- Costilla de Adán (Ребро Адама) (1990) como Nina Elizárovna
- Casanova's Raincoat (Плащ Казановы) (1993) como Chloe
- El año del perro (Год Собаки) (1994) como Vera Morózova
- La gallina Ryaba (Курочка Ряба) (1994) como Asya Klyáchkina
- Shirli-Myrli (Ширли-Мырли) (1995) como Praskoviya Alekséievna Królikova
- Bendice a la mujer (Благословите женщину) (2003) como Kúnina
- El idiota (Идиот) (2003) como Elizaveta Prokófiyevna Yepanchiná, esposa del general Yepanchín
- Casus belli (Казус белли) (2003) como Masha
- Puente estrecho (Узкий мост) (2004) como Roza Borísovna
- Saga de Moscú (Московская сага) (2004) como Mary Grádova
- El primer círculo (В круге первом) (2005) como la esposa de Gerasimovich
- Escalera de caracol (Винтовая лестница) (2005) como Olga Mijáilovna
- Carnival Night-2, o 50 años después (Карнавальная ночь-2 или 50 лет спустя) (2006) como Inessa
- Inocentes culpables (Без вины виноватые) (2008) como Helena Kruchínina, una actriz famosa
- Secretos de los golpes de palacio. Parte 7. "¡Viva, Anna!" (Тайны дворцовых переворотов. Фильм 7. "¡Виват, Анна!") (2008) como Ana de Rusia
- Quemado por el sol 2: Сidadela (Утомленные солнцем 2: Цитадель) (2011) como anciana

## Premios y reconocimientos
- Orden al Mérito por la Patria:
  - 1.ª clase (2018)
  - 2.ª clase (2013)
  - 3.ª clase (27 de julio de 2007) - por su destacada contribución al desarrollo del arte teatral y muchos años de actividad creativa
  - 4.ª clase (25 de agosto de 1997) - una gran contribución al desarrollo de las artes teatrales
- Premio Estatal de la Federación de Rusia (1996) - por el papel de Arkadina en la obra "La gaviota" de Chéjov
- Premio Estatal de los Hermanos Vasilyev de la RSFSR (1985) - por el papel principal en la película "Vassa"
- Premio Lenin Komsomol (1976) - por la creación de imágenes en el cine contemporáneo
- Artista del Pueblo de la URSS (1991)
- Artista del Pueblo de la RSFSR (1985)
- Artista de Honor de la RSFSR (1977)
- Oficial de la Orden de las Artes y las Letras (Francia, 2010)
- Premio Stanislavski (2014)

Festival Internacional de Cine de Berlín
| Año  | Categoría                                       | Película             | Resultado |
| ---- | ----------------------------------------------- | -------------------- | --------- |
| 1984 | Oso de Plata a la mejor interpretación femenina | Voenno-polevoy roman | Ganadora  |